# Ruby Bridges
Pour les articles homonymes, voir Bridges.
Ruby Nell Bridges (nom d'épouse Ruby Bridges Hall), née le 8 septembre 1954 à Tylertown au Mississippi, est une Américaine connue pour être la première enfant afro-américaine à intégrer une école pour enfants blancs en 1960, à l'époque où la ségrégation scolaire prend officiellement fin aux États-Unis. Pour son premier jour d'école, elle fut escortée par la police envoyée par le président des États-Unis (Dwight David Eisenhower) car de nombreux manifestants racistes et hostiles à la déségrégation protestaient contre le fait qu'une enfant « de couleur » aille dans une école « de Blancs ». Son image est passée à la postérité grâce au tableau de Norman Rockwell : Notre problème à tous (The Problem We All Live With)

## Biographie

### Son intégration scolaire
Ruby Bridges est la fille d'Abon et Lucille Bridges. Ses parents emménagent à La Nouvelle-Orléans (Louisiane), en 1958,. À cette date, ses parents répondent à un appel à volontaires pour que leur fille participe à l'intégration dans le nouveau système scolaire mis en place à La Nouvelle-Orléans. Elle devient ainsi la première enfant noire à aller à la William Frantz Elementary School et la première enfant afro-américaine à fréquenter une école blanche, alors que la ségrégation scolaire est abolie depuis l'arrêt Brown v. Board of Education de 1955. Certains États du Sud se rebellent et font des manœuvres dilatoires pour en empêcher l'effectivité, notamment dans le Mississippi.

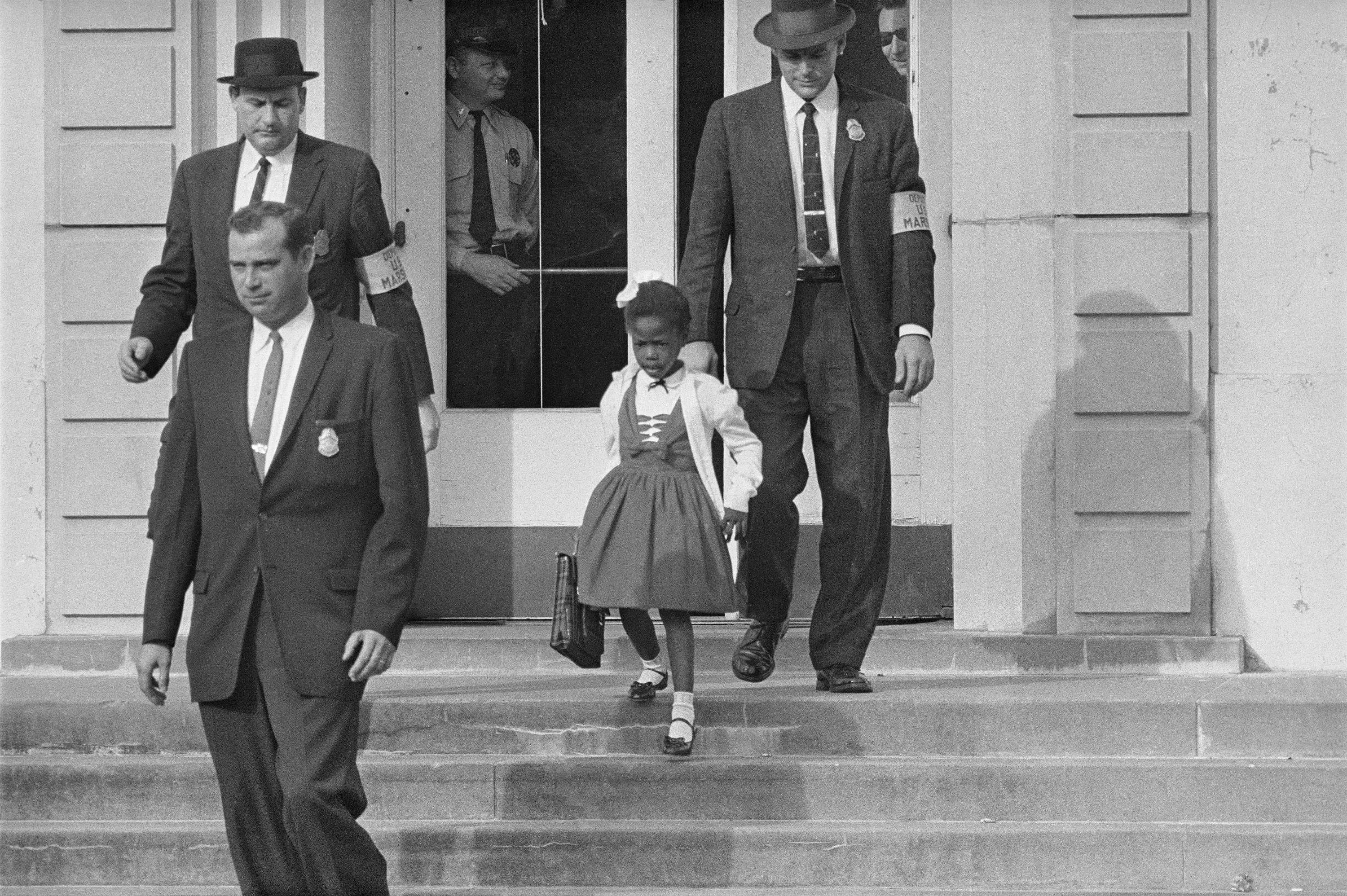
Ruby Bridges escortée vers son école par des marshals.

À cause de l'opposition des Blancs à l'intégration des Noirs, elle eut besoin de protection pour entrer à l'école. Mais les officiers de police locaux et de l'État refusant de la protéger, elle fut accompagnée par des marshalls fédéraux sous escorte. Sa mère l'avait prévenue qu'il « pourrait y avoir beaucoup de gens près de cette nouvelle école » : en effet, elle fut accueillie par une foule hurlante de parents blancs racistes qu'elle devrait traverser pour arriver à l'école. Comme elle le décrit, « de la voiture, je pouvais voir la foule, mais puisque je vivais à La Nouvelle-Orléans, je croyais que c'était Mardi Gras. Il y avait une grande foule de personnes près de l'école. Elles lançaient des choses et me criaient dessus, mais ce genre de choses arrivait à La Nouvelle-Orléans au Mardi Gras »
Quand Ruby arriva à l'école, des parents blancs entrèrent aussi mais sortirent leurs enfants de l'établissement. Tous les enseignants, à l'exception d'une professeur blanche, refusèrent également de faire cours s'il y avait une enfant noire dans l'école. Seule Barbara Henry, qui était originaire de Boston, au Massachusetts, accepta de faire cours à Ruby. Pendant un an, Mme Henry enseigna donc uniquement à Ruby, comme si elle enseignait à toute une classe.
La scène a été commémorée par Norman Rockwell dans un tableau intitulé Notre problème à tous (The Problem We All Live With).

### Les suites
Son père perdit son emploi et ses grands-parents, agriculteurs du Mississippi, furent renvoyés de leurs terres.
Ruby Bridges, aujourd'hui Ruby Bridges Hall, vit toujours à La Nouvelle-Orléans. Elle est la porte-parole de la Ruby Bridges Foundation, fondée en 1999 pour promouvoir « les valeurs de la tolérance, du respect et de l'appréciation des différences ». Décrivant la mission de cette association, elle dit : « Le racisme est une maladie d'adulte et nous devons cesser d'utiliser nos enfants pour la propager ».
Le 27 octobre 2006, la municipalité d'Alameda, en Californie, a ouvert une école élémentaire portant le nom de Ruby Bridges et a fait une déclaration en son honneur.

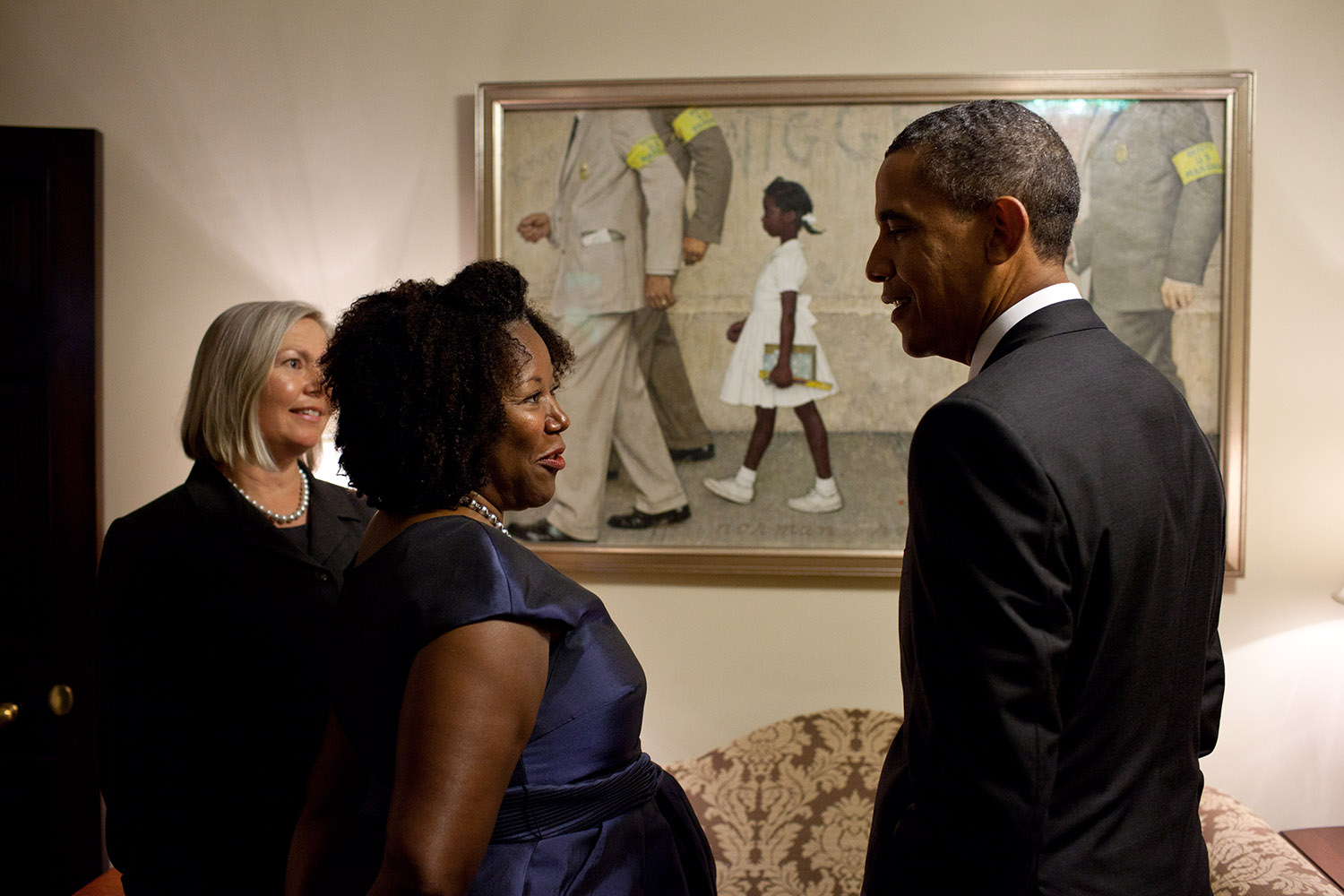
Le tableau lors d'un prêt à la Maison-Blanche, entrevue lors de sa rencontre avec Barack Obama en 2011.

Elle a été reçue par le président Obama à la Maison-Blanche, le 15 juillet 2011, qui lui montre le tableau de Norman Rockwell la représentant, accroché dans un des couloirs proches du Bureau ovale et pour lui dire que, sans elle, il ne serait pas devenu président.

## Ruby Bridges dans la culture
- Notre problème à tous, illustration du peintre américain Norman Rockwell représentant Ruby Bridges et créé en 1964.
- Le Combat de Ruby Bridges, téléfilm biographique américain réalisé par la Martiniquaise Euzhan Palcy et diffusé en 1998. Ruby Bridges y est interprétée par Chaz Monet.